# 浜野清吾

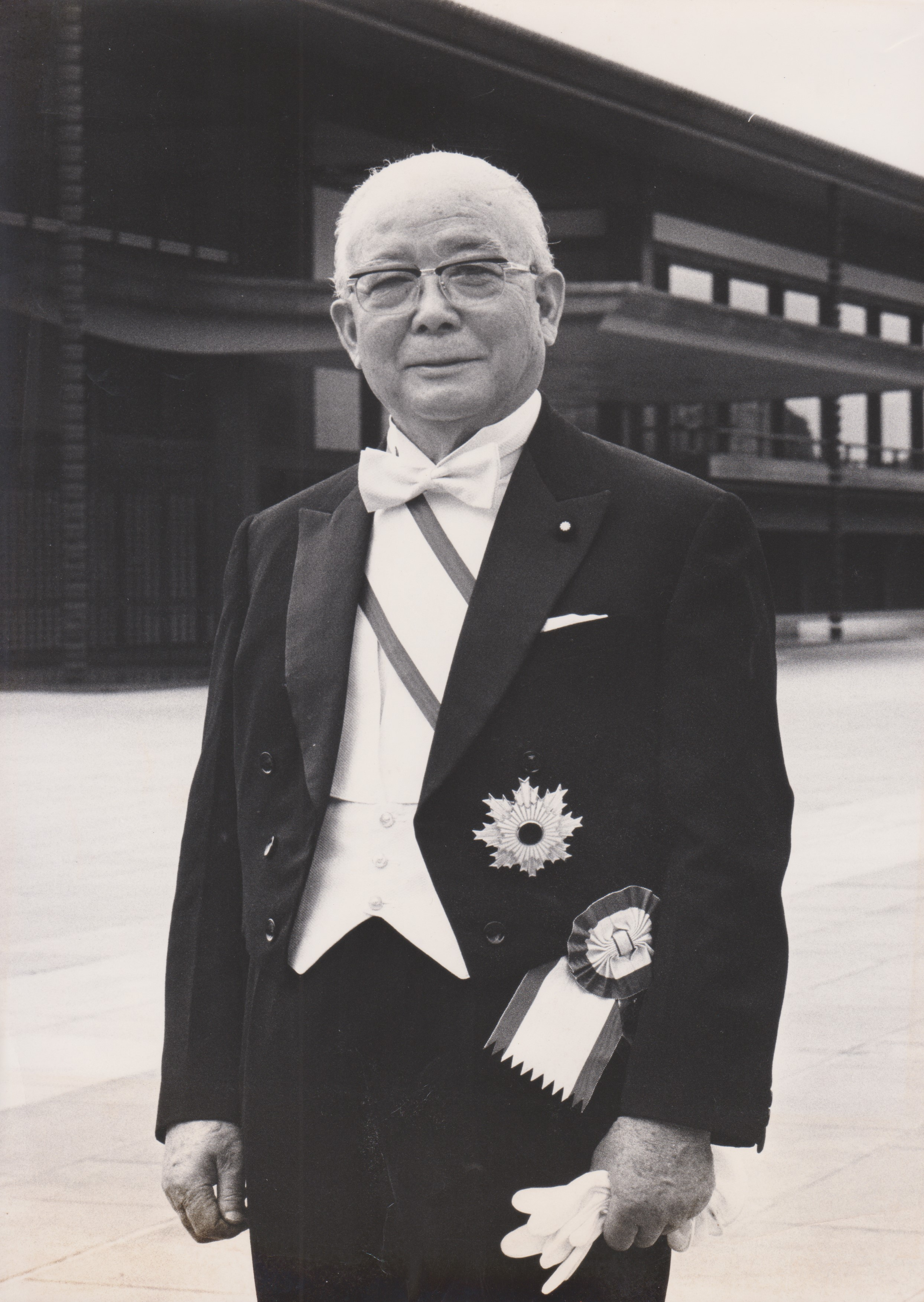
1977年、勲一等旭日大綬章授与式にて

浜野 清吾（はまの せいご、1898年〈明治31年〉4月28日 - 1990年〈平成2年〉6月24日）は、大正・昭和期の日本の男性政治家・実業家・労働運動家。元行政管理庁長官・法務大臣。
本名は濱野 清吾（読みは同じ）。元衆議院議員の浜野剛は長男。

## 来歴・人物
栃木県河内郡本郷村（現・上三川町）に生まれた。
1917年（大正6年）、旧国鉄飯田橋機関区に機関士として就職する。やがて有志とともに、1920年（大正9年）「大日本機関車乗務員会」を結成するが、経営当局との協調により生活向上を図るという穏健な方針であったにもかかわらず、強制的に解散させられ、浜野も解雇された。その後、1926年（大正15年）2月に結成された、国鉄初の純然たる労働組合である「全日本鉄道従業員組合」に参加し、本部書記となる。1928年（昭和3年）には社会民衆党から東京府会議員選挙に立候補するも落選し、以後無産政党陣営から離れ、立憲民政党に入党する。1932年（昭和7年）に民政党公認で東京府議に当選、1935年（昭和10年）には東京市議にも当選した。
1942年（昭和17年）、翼賛選挙に翼賛政治体制協議会の推薦候補として立候補し落選するが、翌1943年（昭和18年）繰上げ当選を果たす。当選後は翼賛政治会→大日本政治会に所属した。この事が災いして戦後は大日本政治会の後身である日本進歩党の結成に参加したが公職追放に遭う。追放中の1947年（昭和22年）より王子運送社長を務める。
公職追放解除後は1952年（昭和27年）及び1953年（昭和28年）の総選挙に改進党公認で立候補するが、ともに落選する。1955年（昭和30年）日本民主党から旧東京5区にて衆議院議員に当選し、ようやく政界復帰を果たす。戦前の東京府議・東京市議時代に民政党に所属していた縁から、民主党内では戦前民政党所属代議士だった大麻唯男・宮沢胤勇・野田武夫・小泉純也・真鍋儀十・山本粂吉らと行動をともにする。保守合同後は大麻・宮沢・野田・小泉・真鍋・山本・中村庸一郎ら旧民政党系右派の政治家が結集した大麻派に属し、大麻の死後は砂田グループ - 岸派 - 川島派 - 椎名派に所属した。行政管理政務次官、衆院文教、法務各委員長を務めた後、1972年（昭和47年）第1次田中角榮内閣にて行政管理庁長官、1974年（昭和49年）第2次田中角榮内閣第2次改造内閣にて法務大臣として入閣する。1979年（昭和54年）政界を引退。1977年（昭和52年）勲一等旭日大綬章受章。
運送会社を経営していることもあり、道路交通行政の第一人者で、交通事故防止対策や排気ガス・騒音公害対策に尽力した。また、日中友好議員連盟会長を務めるなど親中派でもあり、1978年（昭和53年）日中平和友好条約締結にあたって自民党内で賛否両論入り乱れたとき、態度が定まらなかった福田赳夫首相に対して鬼気迫る勢いで激しく決断を迫り、福田を顔色無からしめたといわれている。
1990年（平成2年）6月24日、92歳で没した。